# کتوتیفن
کتوتیفن (به انگلیسی: Ketotifen) یک یک داروی آنتی‌هیستامین نسل دوم است که به اشکال قرص، شربت، قطره چشمی و قطره خوراکی در بازار دارویی ایران موجود است.
فلاوشکین

## موارد مصرف
درمان یا کنترل حساسیت، رینیت، کهیر، درماتیت آتوپیک، آسم، آنافیلاکسی، سندرم روده تحریک‌پذیر.
مصرف این دارو در اطفال زیر شش ماه ممنوع بوده و در کودکان نیز فقط با تجویز متخصص قابل مصرف است.

## مکانیسم اثر
دارو موجب بلوک تقریباً اختصاصی گیرنده H۱ هیستامین می‌شود. همچنین کتوتیفن سلول‌های ماستوسیت را تثبیت و از آزادسازی هیستامین و دیگر مواد دخیل در بروز حساسیت ( و التهاب) جلوگیری می‌نماید.
این دارو فعالیت آنتی‌کولینرژیک و آنتی‌سروتونرژیک درارد که در دوز درمانی، خفیف و ناچیز است.

## عوارض جانبی
ضعف، خستگی، خواب آلودگی، سرگیجه، ضایعات پوستی و خشکی دهان می‌باشد.